# سناو بروس
سناو بروس (بالإنجليزية: Snow Bros.)‏ ، هي لعبة فيديو إلكترونية من نوع منصات، نشرها شركات عدة ومنها كابكوم ومطور اللعبة توابلان سنة 1990م.

## وصلات خارجية
- سناو بروس على موقع القائمة القاتلة لألعاب الفيديو
- Snow Bros. entry at Arcade-History.com
- Snow Bros Game entry at Arcade-History.com